# Pou de glaç
|  | Per a altres significats, vegeu «Pou de glaç (Santpedor)». |

Esquema d'una nevera

La nevera, gelera, casa de neu, pou de(l) gel, pou de glaç, pou de neu, poua o cava és aquella construcció feta foradant el terra en les muntanyes on neva durant l'hivern. Aquests clots, de planta sovint rectangular però amb tendència el·líptica, es realitzen amb el propòsit d'omplir-los de neu o gel després de les nevades, per tal de disposar-ne durant la resta de l'any. Generalment una nevera era un pou circular. La part superior es tancava amb una coberta en forma de volta que tenia unes obertures per permetre la introducció i l'extracció de la neu o el glaç, si bé de vegades disposaven d'una entrada inferior per a l'operació d'extracció. Cal comentar que la planta fa entre 10 i 16 metres de llargada i entre 5 i 8 metres d'amplada. La profunditat sol ser d'entre 4 i 8 m. La construcció sobresurt a la superfície un metre aproximadament i és tota de pedra en sec per conservar la neu el major temps possible i per evitar que la formació d'aigua per fusió afecti el gel, ja que amb la pedra seca, l'aigua podia sortir. Aquestes cases de neu sempre estaven cobertes i incloïen un porxo o un habitatge per als nevaters, algunes parets i camins d'accés. Els camins de nevaters són camins de ferradura empedrats.
Abans que hi hagués fàbriques de gel, l'emmagatzemament i distribució de gel va arribar a ser un negoci important que involucrava una part significativa de la població rural. Se'n troben exemples al llarg de tot el Mediterrani oriental.
Una llegenda de l'Alacantí diu que el gelat fou inventat per un oriünd de Xixona que regia una de les antigues neveres de gel que es troben a les muntanyes al voltant d'Alcoi. En l'actualitat la producció de gelat és una de les indústries alimentàries principals d'Alacant i Xixona.

## Origen i usos

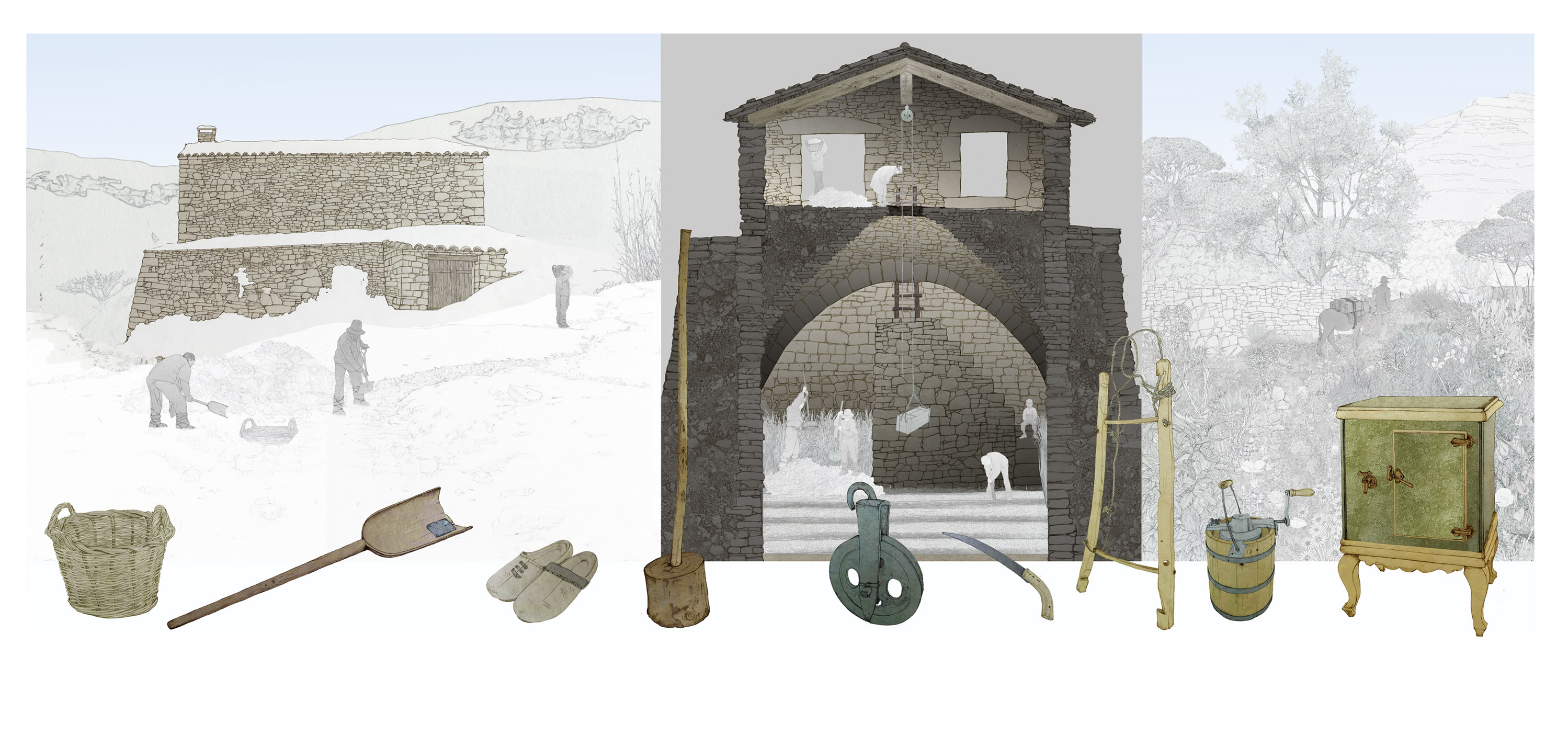
Nevera. Processos de treball il·lustrats pel Museu Valencià d'Etnologia.

L'activitat de les geleres artificials és coneguda des de temps dels romans; el seu gran desenvolupament va tenir lloc entre els segles xvi i xix, i han estat utilitzades fins a mitjan segle xx, quan, amb l'aparició dels primers frigorífics, cauen en desús. Fins a aquest moment la conservació d'aliments es realitzava gràcies a la salmorra, als adobs, a les conserves o a l'aprofitament de la neu. Aquest últim sistema va ser la base per a un treball i una professió que va perviure fins a aproximadament 1931.
En l'antiguitat clàssica, els metges ja prescrivien la utilització del fred amb finalitats medicinals. Aquest ús es va recuperar amb força en el Renaixement. La primera obra monogràfica europea sobre aquest tema, pel que sembla, és del metge valencià Francisco Franco, originari de Xàtiva i es titula Tractado de la nieve y del uso della (Sevilla, 1569). A més de les aplicacions mèdiques i de conservació, existeix el vessant lúdic de consum d'aliments freds o gelats, sòlids o com a begudes. Dos anys més tard, el metge sevillà Nicolás Monardes va publicar el Libro que trata de la Nieve y sus propiedades; y de la manera que se ha de tener en el bever enfriado con ella; y de las otras maneras que ay de enfriar, a Sevilla 1571. Fins a intervinguts del segle xvii apareixen tractats com el de Juan de Carvajal, Utilidades de la nieve, deducidas de la buena medicina (Sevilla, 1611), Methodo curativo y uso de la nieve (Còrdova, 1640) del doctor Alonso de Burgos.
El Regne de València va ser un dels principals consumidors de gel d'Espanya. A la fi del segle xviii, el llibre Llibre de conte i raó de l'arrendament de la neu i nayps permet avaluar la quantitat de neu que arribava a la ciutat de València en uns 2 milions de quilograms, encara que durant el transport se'n perdia una quantitat no declarada. Des del port d'Alacant s'exportava neu a Eivissa i al nord d'Àfrica. Llavors es donaven una sèrie de factors que afavorien aquest consum: una xarxa de ciutats litorals amb formes de vida refinades, estius calorosos, albuferes amb malalties en la teràpia de les quals intervenia la utilització del fred... Alguns autors han relacionat el consum de fred amb un cert nivell de desenvolupament econòmic i cultural.
Els usos terapèutics més comuns del gel han estat: rebaixar la temperatura en els processos febrils, els produïts per l'epidèmia del còlera, com a calmant en casos de congestions cerebrals i particularment en la meningitis, detenir hemorràgies i com antiinflamatori o en els traumatismes, esquinços o fractures.
La progressiva implantació de fàbriques de gel a partir del 1890 en diverses ciutats va ser deixant de costat la xarxa de geleres artificials i la producció de gel aprofitant el clima. Fins llavors s'aprofitava un recurs natural (renovat anualment) de manera sostenible, encara que depenent del clima, la qual cosa donava èpoques d'escassetat de gel davant d'altres de grans nevades que omplien les muntanyes de neu i jornalers. Un exemple d'això últim va ser documentat per Ferré i Cebrián: "els dies 5 i 6 de març de 1762, unes 1.000 persones i 700 cavalls s'esforçaven en el Carrascar de la Font Vermella i el Menejador".

## Producció del gel

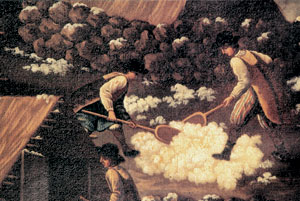
Fragment de la pintura Els nevaters de la Massanella de Jaume Nadal en 1750, que mostra la recollida de neu en la serra de Tramuntana (Mallorca).

Els treballs en les geleres començaven a la primavera, després de les últimes nevades. Tallaven la neu amb pales i la portaven als pous de neu, on la premsaven per convertir-la en gel. En trepitjar la neu, es compactava amb una finalitat doble: per disminuir el volum ocupat i perquè es conservés més temps en forma de gel. Després es cobria amb terra, fulles, palla o branques formant capes d'un gruix homogeni.
Ja a l'estiu, es tallaven blocs de gel que eren transportats a lloms de bèsties de tir (cavalls o rucs) durant la nit, per evitar que es fongués, fins als ports i nuclis urbans més propers, on eren comercialitzats. La duresa del treball havia de ser impressionant. Les geleres (treballadors de la neu) no disposaven d'abrics i calçat modern, i treballaven en condicions de fred intens acumulant la neu en els pous.
Fins als anys seixanta, del segle xx, calia anar a comprar barres de gel per alimentar les primeres neveres domèstiques. Amb l'aparició dels frigorífics i la producció de gel en forma industrial, s'evita la dependència de la meteorologia. Quedaven llavors obsolets els magatzems de gel i de neu, així com les tècniques de recol·lecció, emmagatzematge, extracció i transport.

## Variants
Aquestes construccions reben diversos noms segons els llocs, com neveres (País Valencià), pous del glaç, de neu o de gel, o poues (Principat) i cases de neu (Mallorca). Els nevaters eren aquells que es dedicaven a l'acumulació, preservació i comerç de la neu.

### País Valencià
Les muntanyes de les comarques Centrals del País Valencià tenen un gran nombre de neveres antigues. Cal destacar les caves d'Agres per la seua bellesa i el gran nombre de caves presents en les serres del terme municipal d'Ibi, atesa la tradició gelatera d'aquesta ciutat.
Al terme municipal de Salem (Vall d'Albaida) es troben algunes neveres monumentals del s. XVIII, com la del Castellet o el Mig Almud, que és un pou d'11,40 metres de diàmetre, i la del Paller o la Barcella, que en fa 11 de diàmetre. A Benigànim hi ha les neveres del Coronal, la del convent de la Trinitat i la del Tossal.
A Castelló de Rugat, també ubicat a la Vall d'Albaida, cal destacar la de Racons o Porrinxons, a Bufali l'antiga Nevera de la Lloma de la Solaneta, i a Alfafara mereix especial menció la Cava de Don Miguel. També es troben magnífiques neveres antigues a Beniatjar (nevera de Benicadell, de Dalt, de Baix, de la Lloma Solaneta, de Xamarra i del Corral de Diego), a Barx (Safor) i també al Parc Natural del Carrascar de la Font Roja o a Beneixama.
Al nord del País Valencià, una antiga nevera a la Mola d'Ares, Alt Maestrat, acull un museu en la Casa del Nevater. Es tracta d'una de les poques neveres valencianes de planta quadrada, en bon estat de conservació i molt representativa del que va ser l'antic comerç de neu i gel en terres valencianes. La nevera es troba a uns 1.200 metres d'altitud, i el pou en el qual es conservava la neu i que pot ser visitat té una profunditat d'uns vuit metres. Una altra nevera (que es pot visitar) es troba als voltants de les murades de Morella, (Els Ports).
També hi ha diverses neveres antigues a la Serratella i Eslida, Plana Alta, al terme municipal d'El Toro, Alt Palància i a Xóvar, (malgrat que és coneguda com nevera de Chovar, cal dir que está ubicada al terme de Fondeguilla) que es diu que és d'origen musulmà. Sobre la Nevera de Fondeguilla cal dir també que és una de les mes ben conservades i respecte al seu origé musulmá, no hi ha res que ho demostre. Entre altres zones amb neveres cal esmentar: Vilamalur, on esw troba la Nevera de Quatre Camins i Vilafermosa, on podem observar la Nevera del Mas de Penyagolosa (Alt Millars), Algímia d'Almonesir (Alt Palància), Gaianes (Comtat) així com Aín i Alfondeguilla (Plana Baixa).

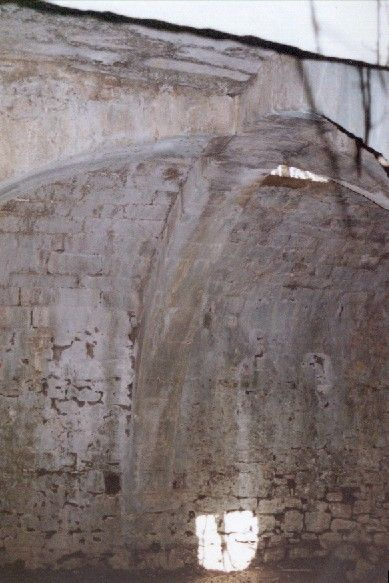
Nevera del Mas de la Cambreta, Sant Joan de Penyagolosa
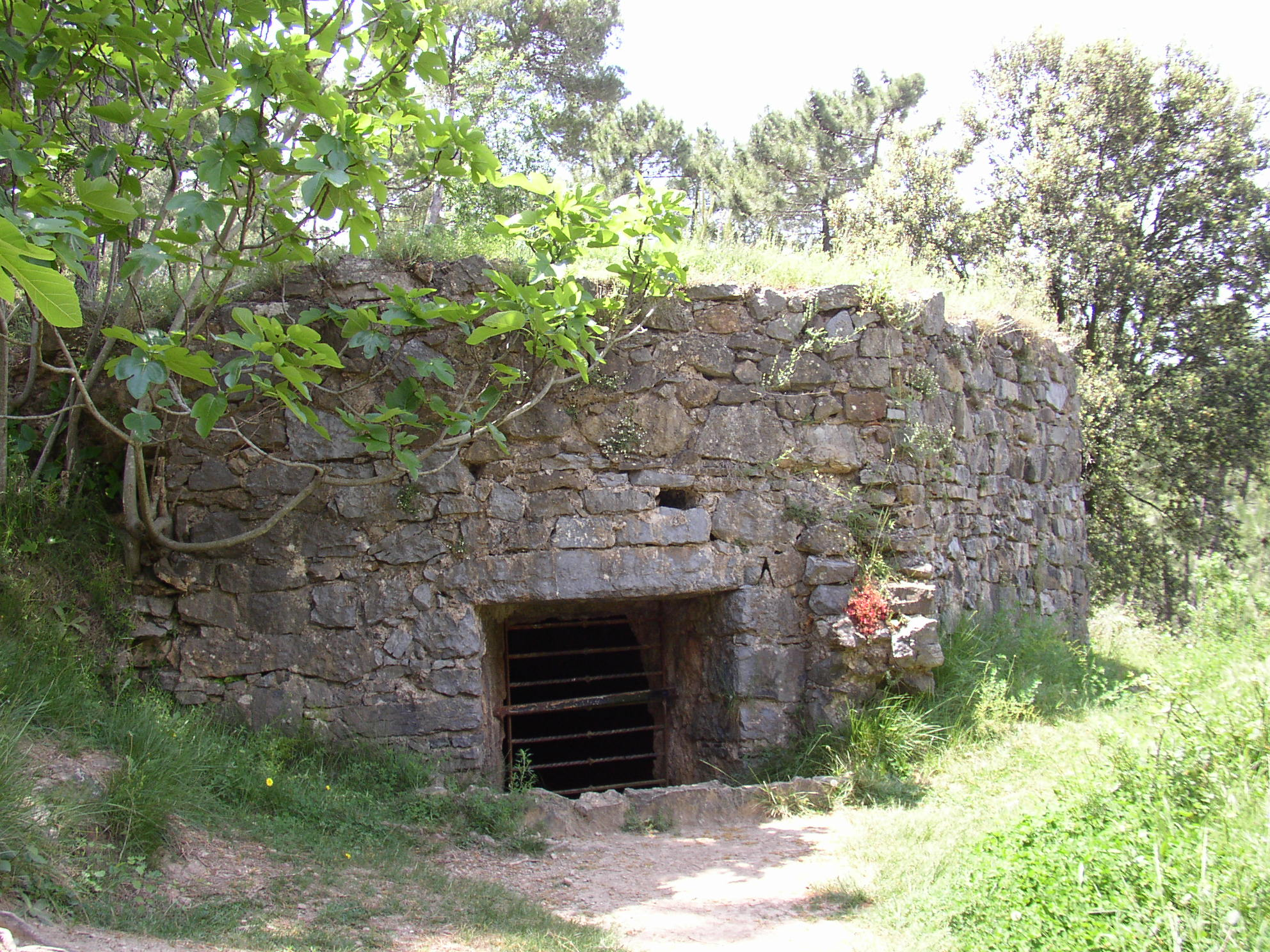
Nevera d'Algímia d'Almonesir (Alt Palància)
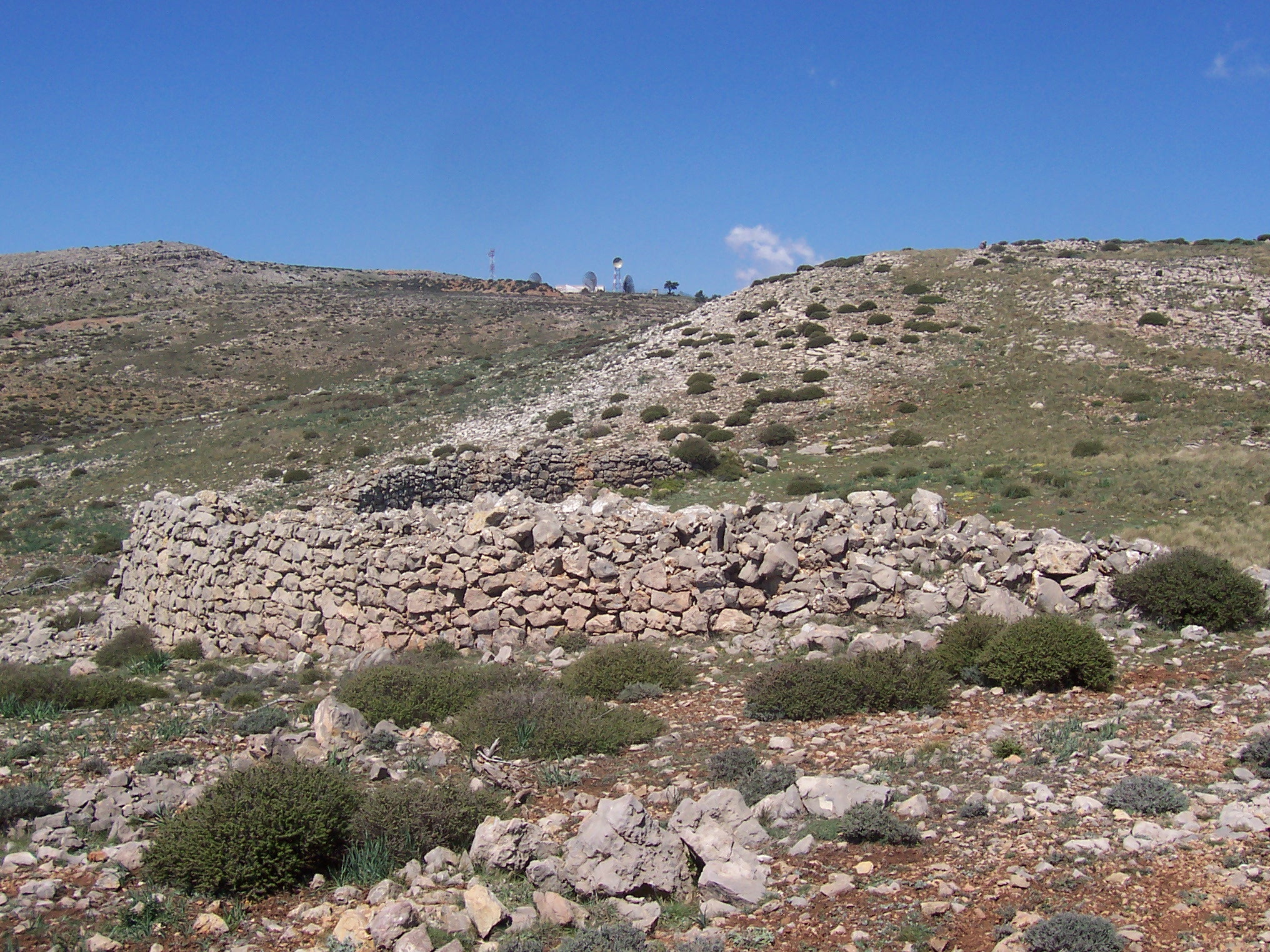
Cava Gran, al terme municipal d'Agres, al Comtat, província d'Alacant
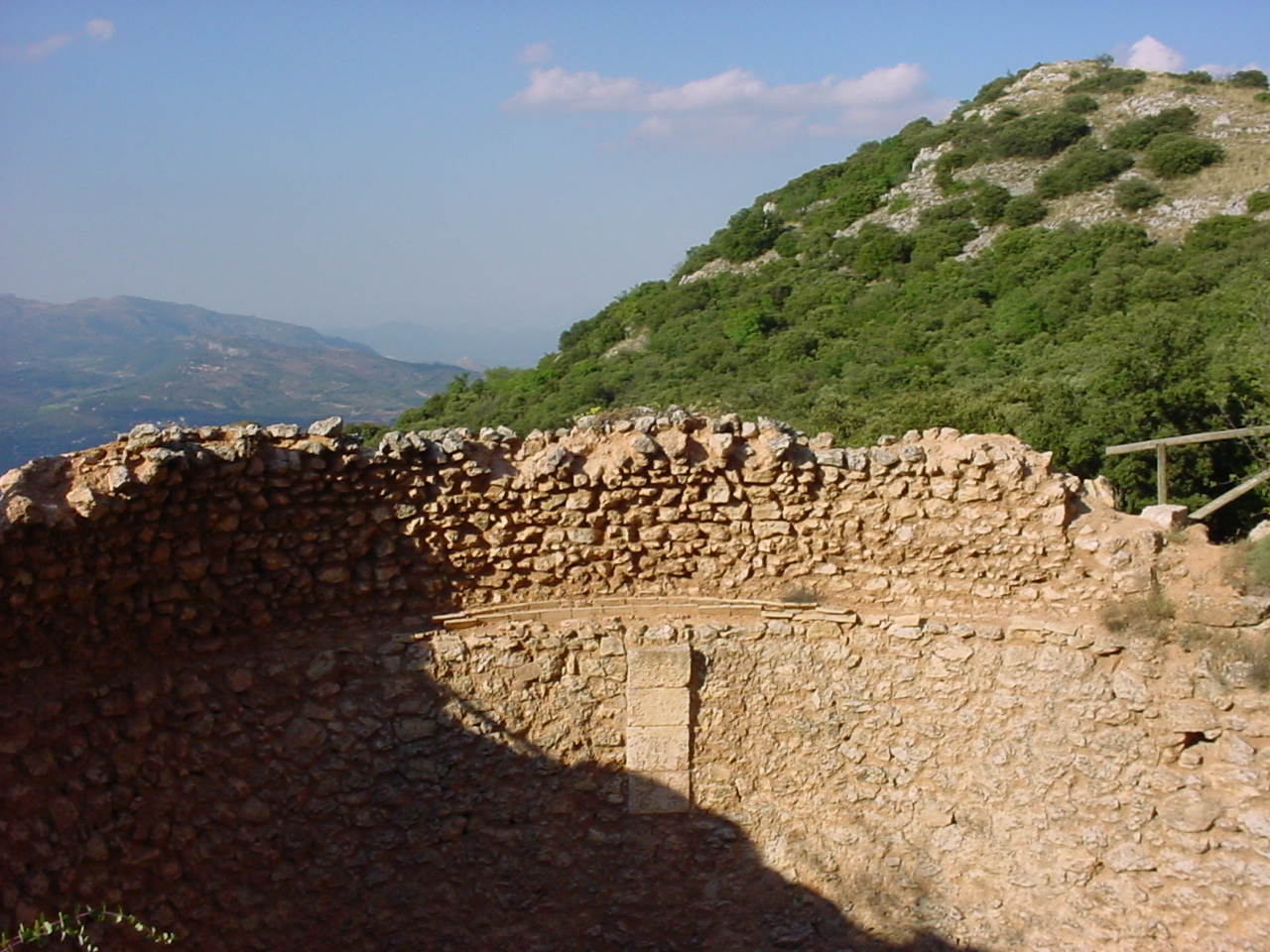
Nevera del Menejador al Parc Natural del Carrascar de la Font Roja, a l'Alcoià
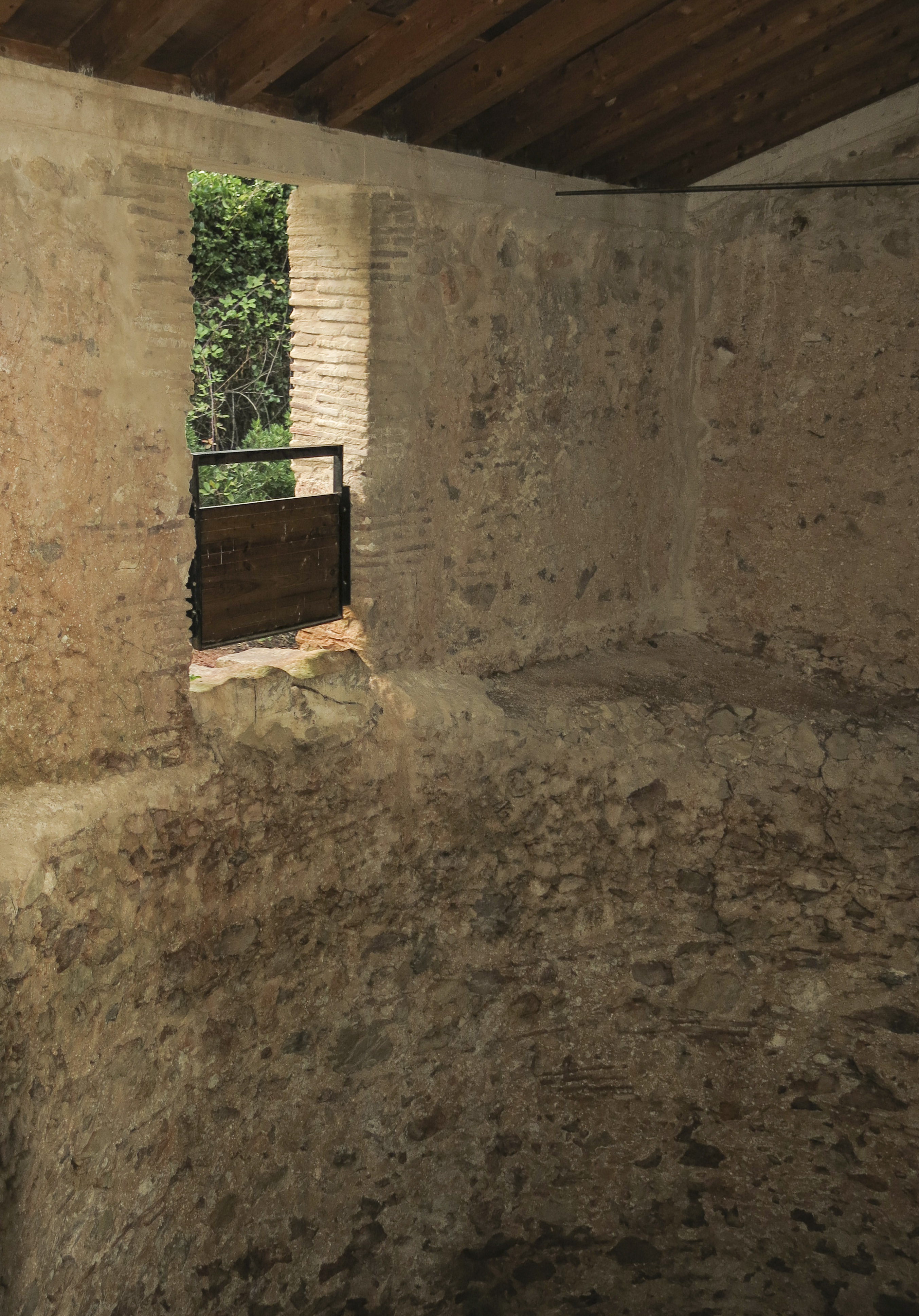
Nevera a la vall de la Murta, (La Ribera Alta)

### Mallorca
A Mallorca les cases de neu es troben a altituds properes als mil metres a diversos punts de la Serra de Tramuntana, com el Puig Major, el Puig des Teix i el Massanella entre d'altres. A Pollença, Fartàritx, trobam una casa de neu coberta amb una volta de canó feta de pedres i argamassa.

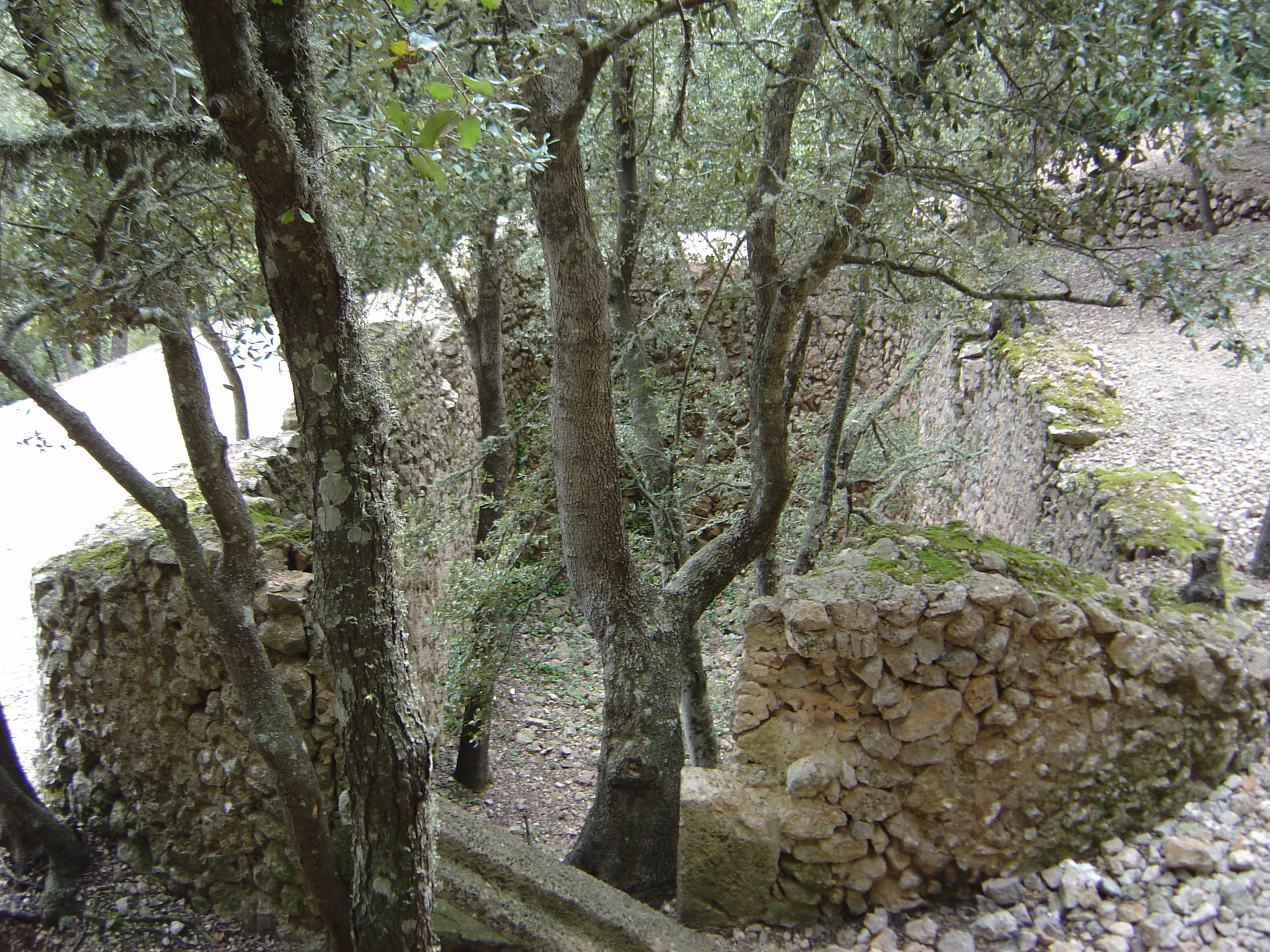
Casa de neu del Puig des Teix
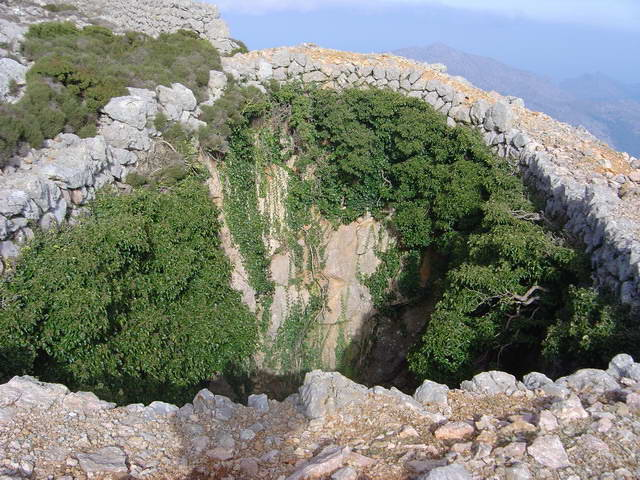
Casa de neu del Tomir, Escorca

### Principat
A Les Escaules (Alt Empordà) a 80 metres sobre el nivell del mar es conserva amb molt bon estat un pou de glaç de construcció en forma de torre. A la Serralada Prelitoral, al Parc Natural de Sant Llorenç del Munt i l'Obac, en trobem molts exemples, un de notable és a prop de la Casa de l'Obac. També se'n troben a la Serralada Litoral. Un de molt interessant i ben conservat és el Pou de Glaç de Buscastell a Maçanet de la Selva, que va ser construït l'any 1650. També destaca per la seva grandària i construcció el Pou de gel d'Oliana.

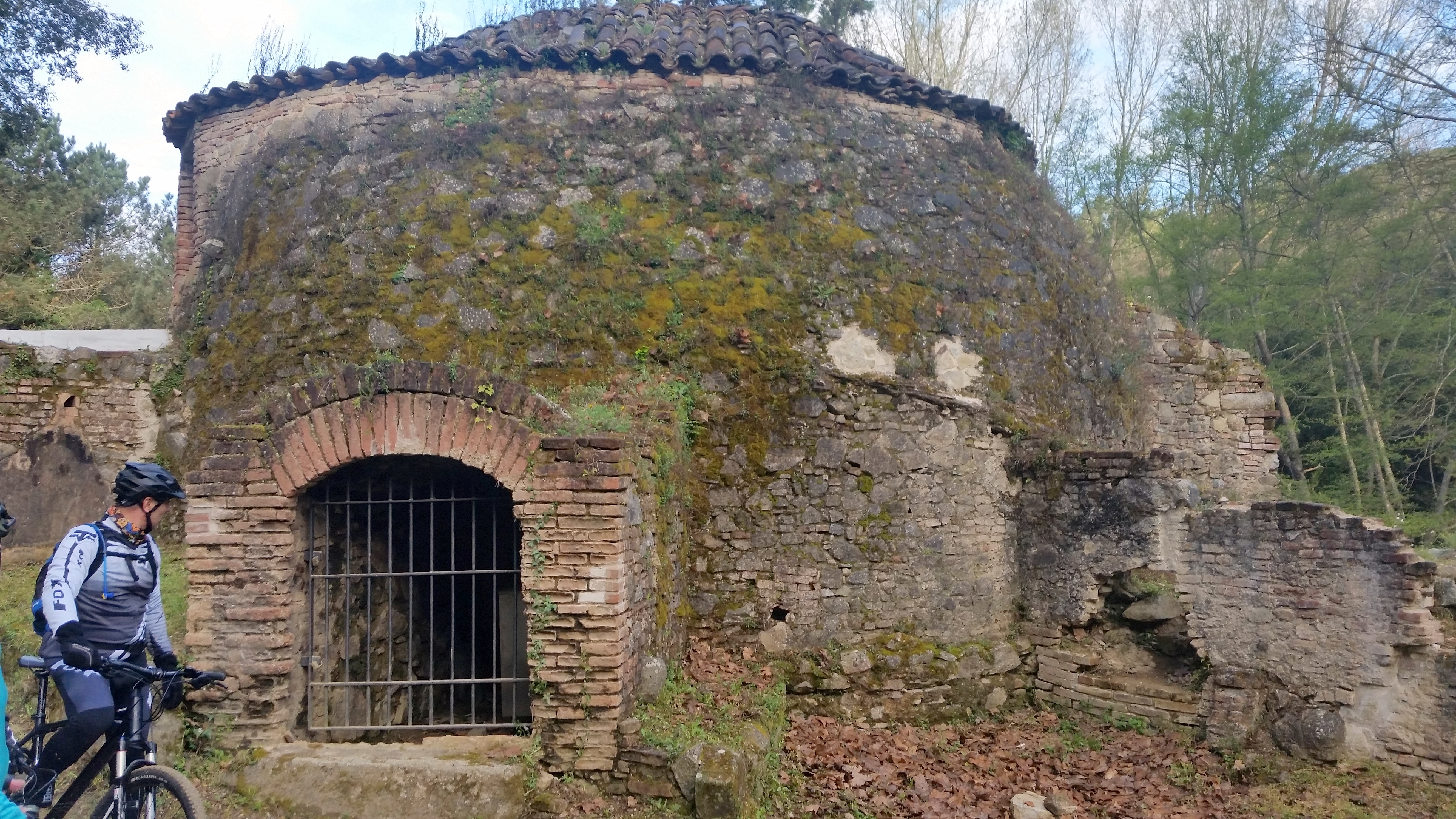
Pou de glaç, Canyamars, Barcelona
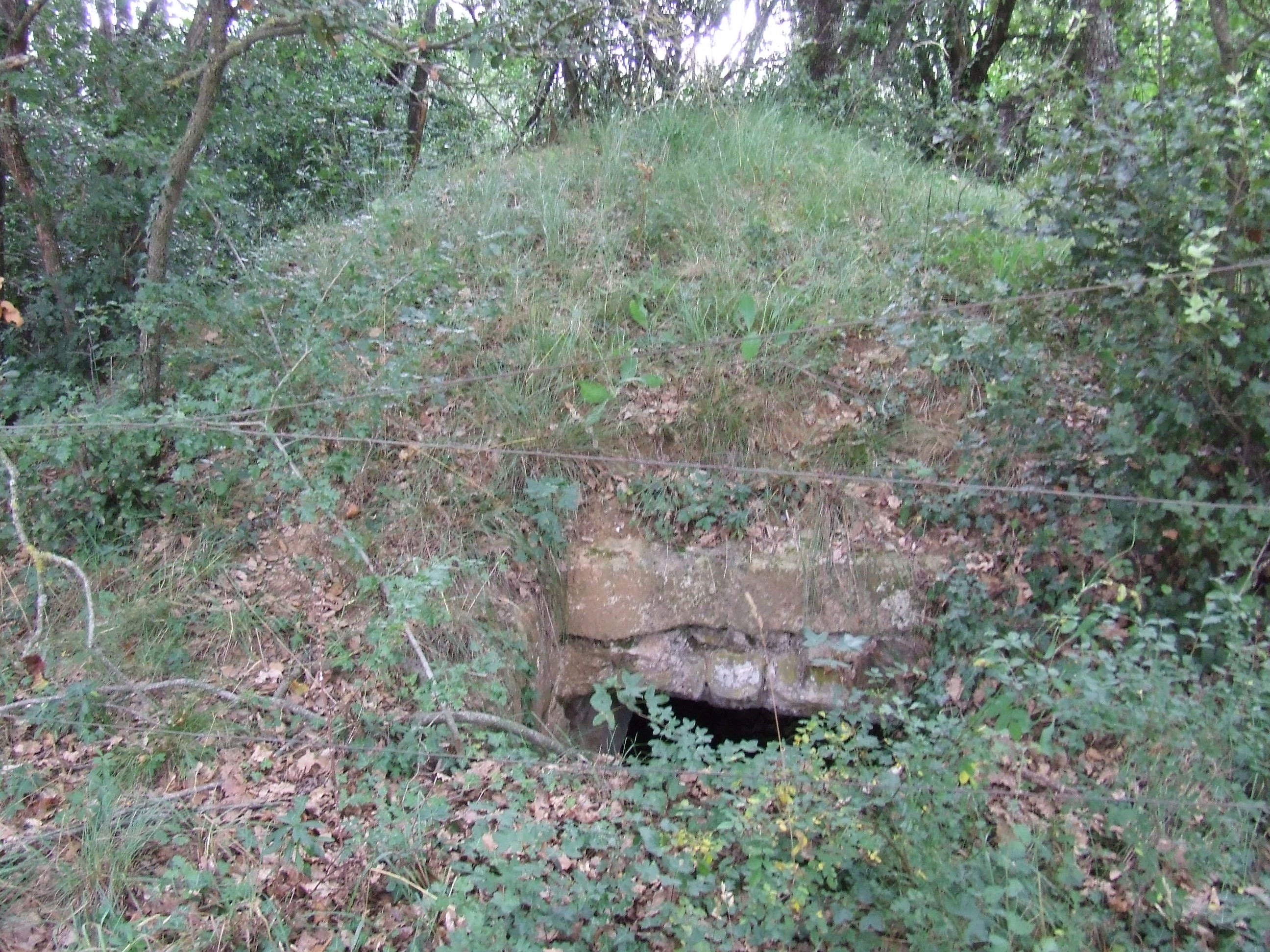
Capdamunt de la Poua de la Torrassa dels Moros

A la comarca del Moianès, en llocs on a l'hivern s'arriba a temperatures extremes, hi ha nombrosos pous de glaç, que són coneguts amb el nom de poues. Hi destaquen les poues següents:
- Castellcir: Bassa de les Berengueres, Poua de les Berengueres, Pou Cavaller, Pou d'Esplugues, Poua del Molí del Bosc, Poua del Molí Nou, Poua Montserrat, Pou de glaç de la Font del Barbot, Pou de glaç del Saiolic, Poua de Sant Jeroni, Poua de la Torrassa dels Moros, Poua Vilardell
- Castellterçol: Poua de la Fàbrega, Poua de l'Oller, Poues de glaç de la Ginebreda
- Sant Quirze Safaja: Basses de Cal Carabrut, Poua de Cal Carabrut, Poua gran de Cal Carabrut, Poua de les Ferreries, Pou de glaç de Serracarbassa, Poua del Solà del Boix i Poua de les Torres.

### Catalunya del Nord
A Sant Llorenç de Cerdans, al Vallespir, una grota és una peça petita i circular cavada en el sòl, a baix de l'escala; a mitja alçada, hom nota una mena de vora. Podia ser el lloc on hom conservava en fresc els aliments que ho havien de menester, o servir de pou de glaç particular quan la neu era recollidora a l'hivern.

## Toponímia
- Tossal de la Nevera de Catí (1.286 m), Alt Maestrat
- Pic Nevera (1.118 m), termes municipals de Setaigües i Bunyol, Foia de Bunyol
- Cim de la Nevera, terme municipal de Poboleda, Priorat
- Pic Nevera (1.194 m), terme municipal d'Atzeneta del Maestrat, Alcalatén o Alt Maestrat
- Nevera (725 m), terme municipal de Torres Torres, Camp de Morvedre
- Port de la Nevera (730 m), Algimia d'Almonesir - L'Alcúdia de Veo, Plana Baixa
- Turó de la Nevera (1.205 m), Xelva, Serrans
- Serrat dels Pous, Parc Natural del Montseny
- els Pous d'en Cervera, Parc Natural del Montseny
- Serrat dels Pous, Parc Natural del Montseny, (mapa)
- los Pous de Glaç, terme municipal de Sant Esteve de la Sarga, (mapa)

- Casa de Neu d'en Galileu. Terme municipal d'Escorca. Serra de Tramuntana. Mallorca.

- Casa de Neu de Son Macip. Terme municipal d'Escorca. Serra de Tramuntana. Mallorca.

- Coll de ses Cases de Neu. Terme municipal d'Escorca. Serra de Tramuntana. Mallorca.